# پاله کوبورگ

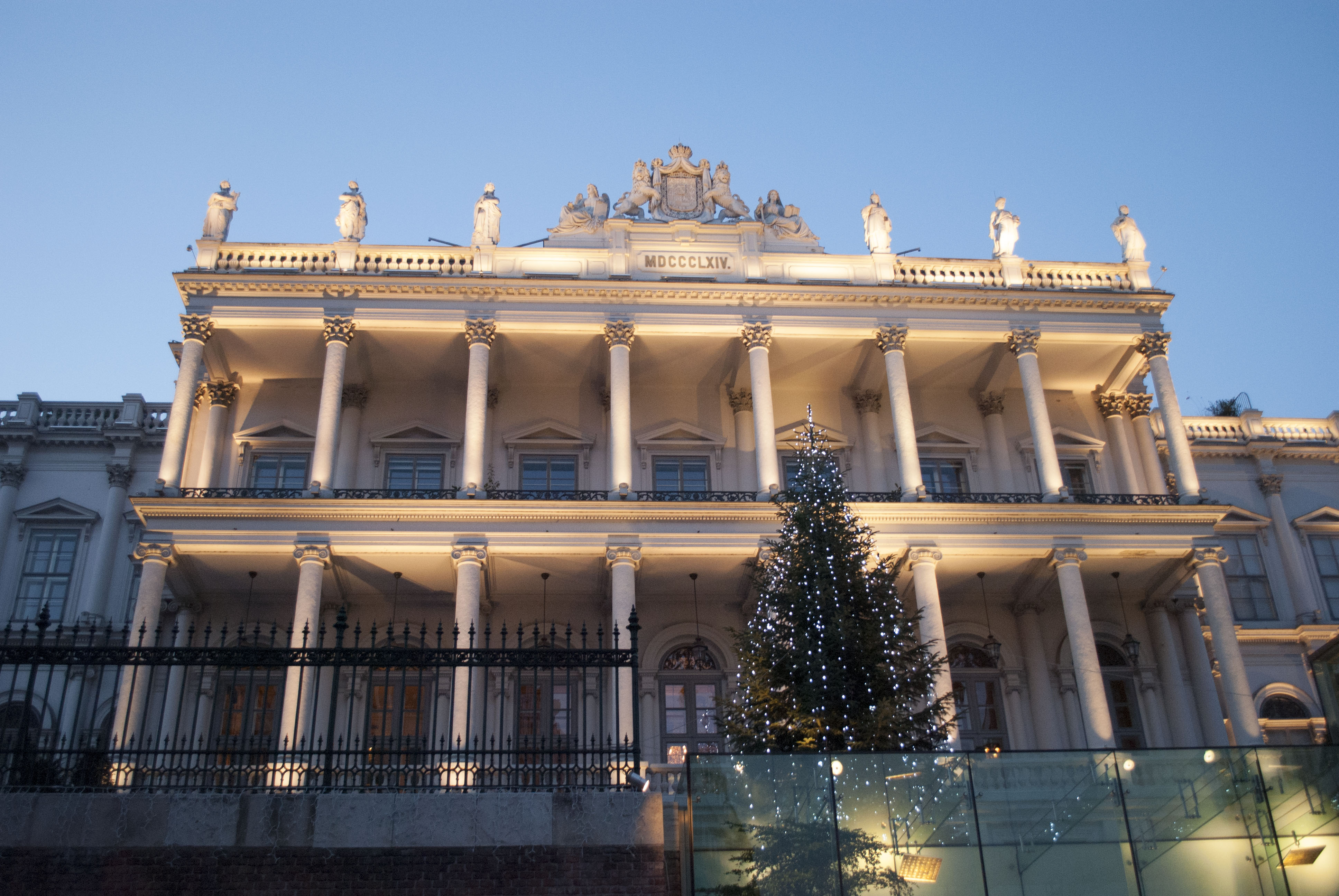
نمای ورودی به هتل کوبورگ.

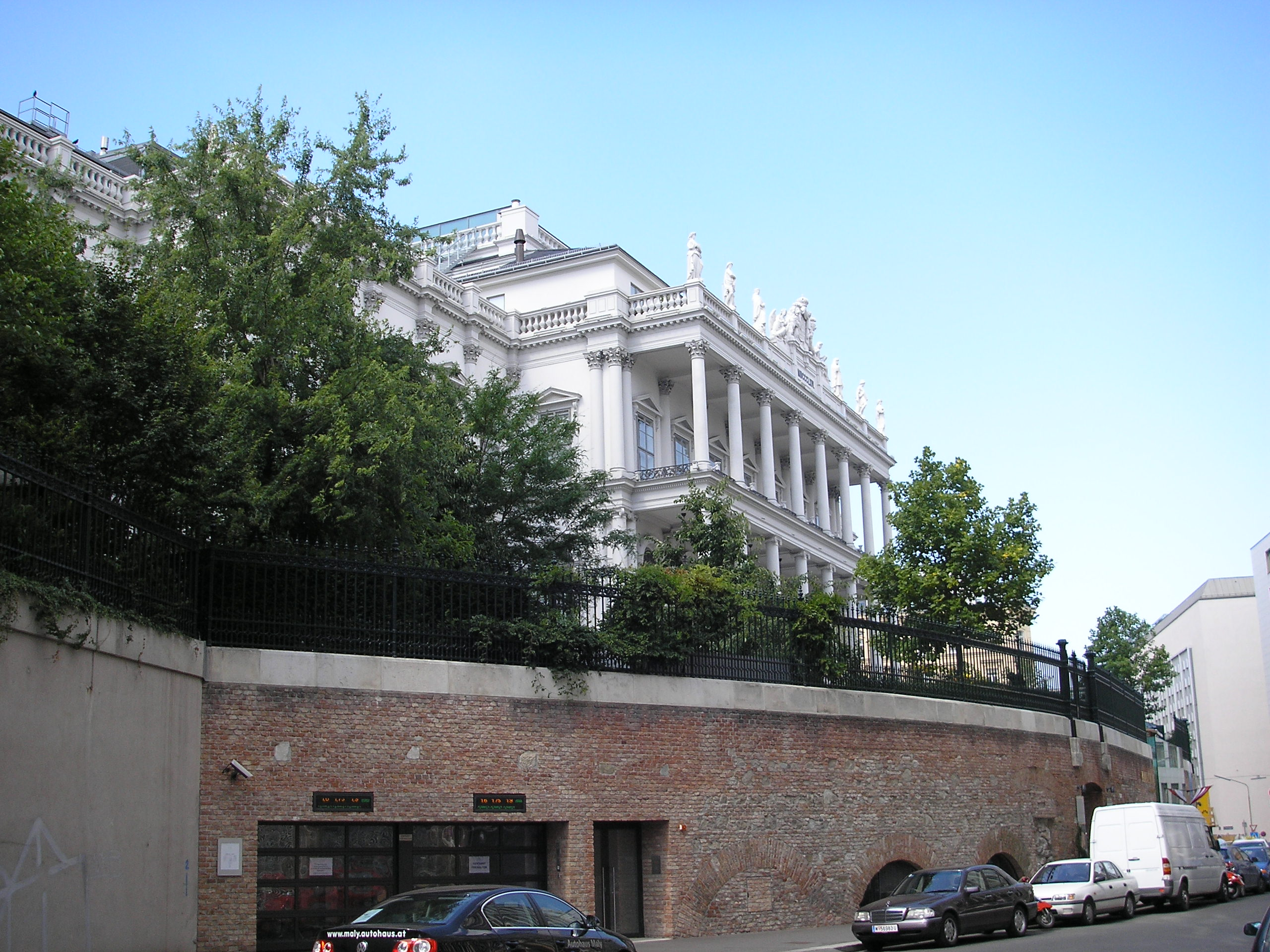
دیوارهای بلند محوطه هتل کوبورگ.

پاله کوبورگ (به آلمانی: Palais Coburg) نام کاخ مجلل کوچکی در شهر وین است که از دهه ۱۹۷۰ به یکی از لوکس‌ترین هتل‌های پنج‌ستاره اتریش تغییر کاربری داده‌شده‌است.

## تاریخچه
کاخ کوبورگ متعلق به شاخه‌ای از دودمان سلطنتی زاکسه-کوبورگ اتریش است که از سال ۱۸۴۰ (میلادی) تا ۱۸۴۵، توسط پرنس فردیناند ساخته‌شد. درگذشته به‌نام قلعه کوبورگو هم‌چنین به‌خاطر شکل ستون‌ها در نمای بیرونی‌اش، به «قلعه مارچوبه» معروف بوده‌است.

## موقعیت محلی
کاخ کوبورگ در یکی از اعیان‌نشین‌ترین مناطق وین در ضلع شرقی بخش مرکزی وین واقع شده‌است. میدان روبروی هتل کوبورگ به نام تئودور هرتسل، نام‌گذاری شده‌است.
هتل ماریوت درست روبه‌روی پاله کوبورگ قرار دارد.

## وقایع مهم
این هتل در تیرماه ۱۳۹۴ به مدت ۱۸ روز میزبان برگزاری مذاکرات هسته‌ای بین ایران و قدرت‌های جهانی بود. مذاکراتی که در نهایت به توافق طرف‌های مذاکرات بر سر برنامه هسته‌ای ایران انجامید.